# Chiến tranh Nga-Circassia
Chiến tranh Nga-Circassia (tiếng Adygea: Урыс-адыгэ зауэ, đã Latinh hoá: Wurıs-adığə zawə; tiếng Nga: Русско-черкесская война; 1763–1864; còn được gọi là  cuộc xâm lược của Nga vào Circassia) là cuộc xung đột quân sự giữa Nga và Circassia bắt đầu từ năm 1763 với việc Circassia chống lại tham vọng thôn tính của Đế quốc Nga. Cuộc chiến kết thúc sau 101 năm với đội quân cuối cùng của Circassia bị đánh bại vào ngày 21 tháng 5 năm 1864, khiến quốc gia này kiệt quệ và thương vong nặng nề cho cả hai bên, đây cũng là cuộc chiến dài nhất mà Nga từng tiến hành trong lịch sử. Chiến tranh kết thúc với việc Đế quốc Nga tiến hành cuộc diệt chủng Circassian nhằm tiêu diệt một cách có hệ thống những người Circassia. Ước tính có tới 1.500.000 người Circassia (95-97% tổng dân số) bị giết hoặc bị trục xuất đến Đế chế Ottoman (đặc biệt là khu vực Thổ Nhĩ Kỳ ngày nay), hình thành cộng đồng người Circassian ở đây.
Trong chiến tranh, Đế quốc Nga không công nhận Circassia là một khu vực độc lập và coi đây là vùng đất của Nga dưới sự chiếm đóng của phiến quân, mặc dù không có sự kiểm soát của Nga đối với vùng đất này. Các tướng lĩnh Nga gọi người Circassia không phải bằng tên dân tộc của họ, mà gọi là "người leo núi", "kẻ cướp" hoặc "người cặn bã ở núi". Trong cuộc nổ ra như một cuộc xung đột biệt lập, sự bành trướng của Nga qua toàn bộ khu vực đã sớm đẩy một số quốc gia khác ở Kavkaz vào cuộc xung đột. Do đó, cuộc chiến thường được coi là nửa phía tây của Chiến tranh Kavkaz.
Cuộc chiến đã trở thành một chủ đề của chủ nghĩa xét lại lịch sử và là một vấn đề gây tranh cãi do các nguồn tin Nga sau này hầu hết phớt lờ hoặc coi thường cuộc xung đột, các phương tiện truyền thông và quan chức nhà nước Nga còn tuyên bố rằng "cuộc xung đột như vậy chưa bao giờ xảy ra và Circassia tự nguyện gia nhập Nga vào thế kỷ 16".